# Keisai Eisen

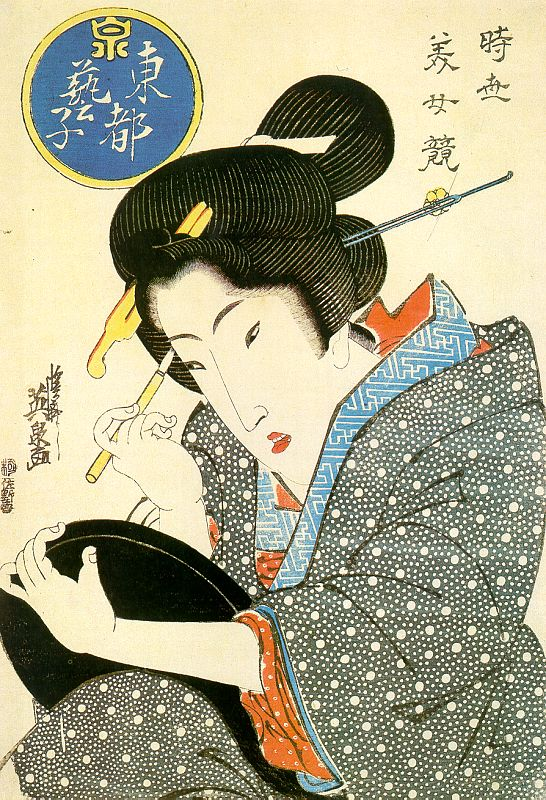
Exemplo de peça bijin de Eisen (da série 'Toto geiko').

Keisai Eisen (渓斎 英泉, 1790 – 1848) foi um artista japonês de ukiyo-e especializado em peças bijin-ga. Seus mais notórios trabalhos, incluindo pinturas em ōkubi-e, são considerados "obras-primas" da fase de decadência da era Bunsei (1818-1830). Durante parte de sua carreira de artista visual, adotou o nome de "Ikeda Eisen". No seu trabalho de escritor, usou "Ippitsuan" e produziu sobretudo biografias sobre o 47 rōnin.